# Gray
Das Gray [ɡɹɛɪ̯] (Einheitenzeichen: Gy) ist im Internationalen Einheitensystem (SI) die Maßeinheit der durch ionisierende Strahlung verursachten Energiedosis und beschreibt die pro Masse absorbierte Energie. Auch die Kerma wird in Gray gemessen. Es ist nach dem britischen Physiker und Vater der Radiobiologie, Louis Harold Gray (1905–1965), benannt. Das Gray findet vor allem Verwendung in der Medizin, etwa zur Angabe der angewendeten Strahlungsdosis bei einer Strahlentherapie oder der nuklearmedizinischen Therapie.

## Definition
Das Gray wurde im Jahr 1975 als SI-Einheit definiert:
{\displaystyle \mathrm {1\,Gy=1\;{\frac {J}{kg}}} }

## Bezug zu anderen Einheiten

### Sievert
Um die Energiedosis unterschiedlicher Strahlungsarten hinsichtlich der schädigenden Wirkung für Organismen besser vergleichen zu können, wird sie mit einem dimensionslosen Wichtungsfaktor multipliziert, dem Strahlungswichtungsfaktor. Durch ihn wird die relative biologische Wirksamkeit der Strahlung berücksichtigt.  Um den Unterschied zwischen den Dosisgrößen für den praktischen Gebrauch hervorzuheben und da sich der Zahlenwert der Dosisgröße durch den Strahlungswichtungsfaktor auch ändern kann, werden für Energiedosen Gray verwendet, für gewichtete Dosisgrößen (Äquivalentdosis) Sievert. Die Bezeichnung J/kg soll nicht verwendet werden.

### Rad (veraltete Einheit)
Bis zum 31. Dezember 1985 war die offizielle Einheit der Energiedosis das rad (Einheitenzeichen rd).
{\displaystyle \mathrm {1\,rd=0{,}01\,Gy=0{,}01\,{\frac {m^{2}}{s^{2}}}=0{,}01\,{\frac {J}{kg}}} }